# Kościół bł. Radzyma Gaudentego w Gnieźnie
Kościół błogosławionego Radzyma Gaudentego w Gnieźnie – rzymskokatolicki kościół parafialny należący do parafii pod tym samym wezwaniem (dekanat gnieźnieński II archidiecezji gnieźnieńskiej). Znajduje się w gnieźnieńskiej dzielnicy Winiary. Jedyna świątynia nosząca to wezwanie w Polsce.
W dniu 20 czerwca 1983 roku w Poznaniu papież Jan Paweł II poświęcił kamień węgielny, pochodzący z podziemi katedry gnieźnieńskiej, dla nowej świątyni. Aktu wmurowania dokonał w dniu 21 listopada 1983 roku kardynał Józef Glemp. Budowa kościoła rozpoczęła się w 1983 roku. Projektantami budowli są architekci Jan i Maria Godlewscy z Poznania. Projektantem korony, nawiązującej do rangi Królewskiego Miasta Gniezna, jest konstruktor inżynier Wacław Latawiec. Świątynia oddana została do użytku w dniu 17 grudnia 1995 roku. Kościół powstał na planie ośmiokąta, przykrytego ogromną kopułą z latarenką i krzyżem w formie korony. Korona nad prezbiterium jest ozdobiona ponad 3-metrowym witrażem z wizerunkiem patrona – bł. Radzyma Gaudentego trzymającego w ręku podwójny krzyż biskupi oraz lilię. Nawa główna charakteryzuje się rzadko spotykanym rozwiązaniem posoborowej architektury wnętrza. Wystrój opisany na osi symbolizuje Ciało Chrystusa mistycznie obecne w Ludzie Bożym. Miejsce przewodniczenia Eucharystii jest umieszczone w najwyższym punkcie świątyni, co sprawia, że celebrujący jest dobrze widoczny dla wszystkich zgromadzonych wiernych. Nad miejscem przewodniczenia (w prezbiterium), na marmurowej ścianie, znajduje się rzeźba przedstawiająca tajemnicę rodzącego się Kościoła. Ambona symbolizuje obraz kamienia z grobowca Chrystusa, natomiast marmurowa chrzcielnica w formie krzyża wydrążona została w posadzce, co umożliwia chrzest przez zanurzenie.